# مگنوس گوستافسون
 مگنوس گوستافسون (انگلیسی: Magnus Gustafsson؛ زاده ۳ ژانویهٔ ۱۹۶۷) یک تنیس‌باز اهل سوئد است.